# Julia Roberts (Fußballspielerin)
Julia K. Roberts (* 7. Februar 1991 in Frederick, Maryland) ist eine US-amerikanische Fußballspielerin.

## Karriere
In den Jahren 2010 und 2012 spielte Roberts für die W-League-Teilnehmer Washington Freedom Futures beziehungsweise Seattle Sounders Women. Anfang 2013 wurde sie zur ersten Saison der neugegründeten National Women’s Soccer League von Washington Spirit verpflichtet und gab dort am 14. April 2013 ihr Ligadebüt gegen die Boston Breakers. Vor der Saison 2014 wurde Roberts aus dem Aufgebot Washingtons gestrichen und schloss sich in der Folge als Reservespielerin der Franchise des Seattle Reign FC an. Im Mai 2014 kehrte sie zu den Seattle Sounders Women zurück.

### Nationalmannschaft
Roberts war Teil diverser US-amerikanischen Jugendnationalmannschaften und nahm unter anderem im Jahr 2008 mit der U-17-Nationalmannschaft an der Weltmeisterschaft in Neuseeland teil, wo die Mannschaft nach einer Finalniederlage gegen Nordkorea Rang zwei erreichte.